# Церковь Ризоположения (Московский Кремль)
Це́рковь Ризоположе́ния (Церковь Положения Ризы Пресвятой Богородицы, Ризоположенская церковь) — православный храм на Соборной площади Московского Кремля, освящённый в честь Положения Ризы Пресвятой Богородицы во Влахерне. Был построен в 1484—1485 годах, служил молельней московских митрополитов, а с учреждением патриаршества стал домовой церковью патриархов.

## История

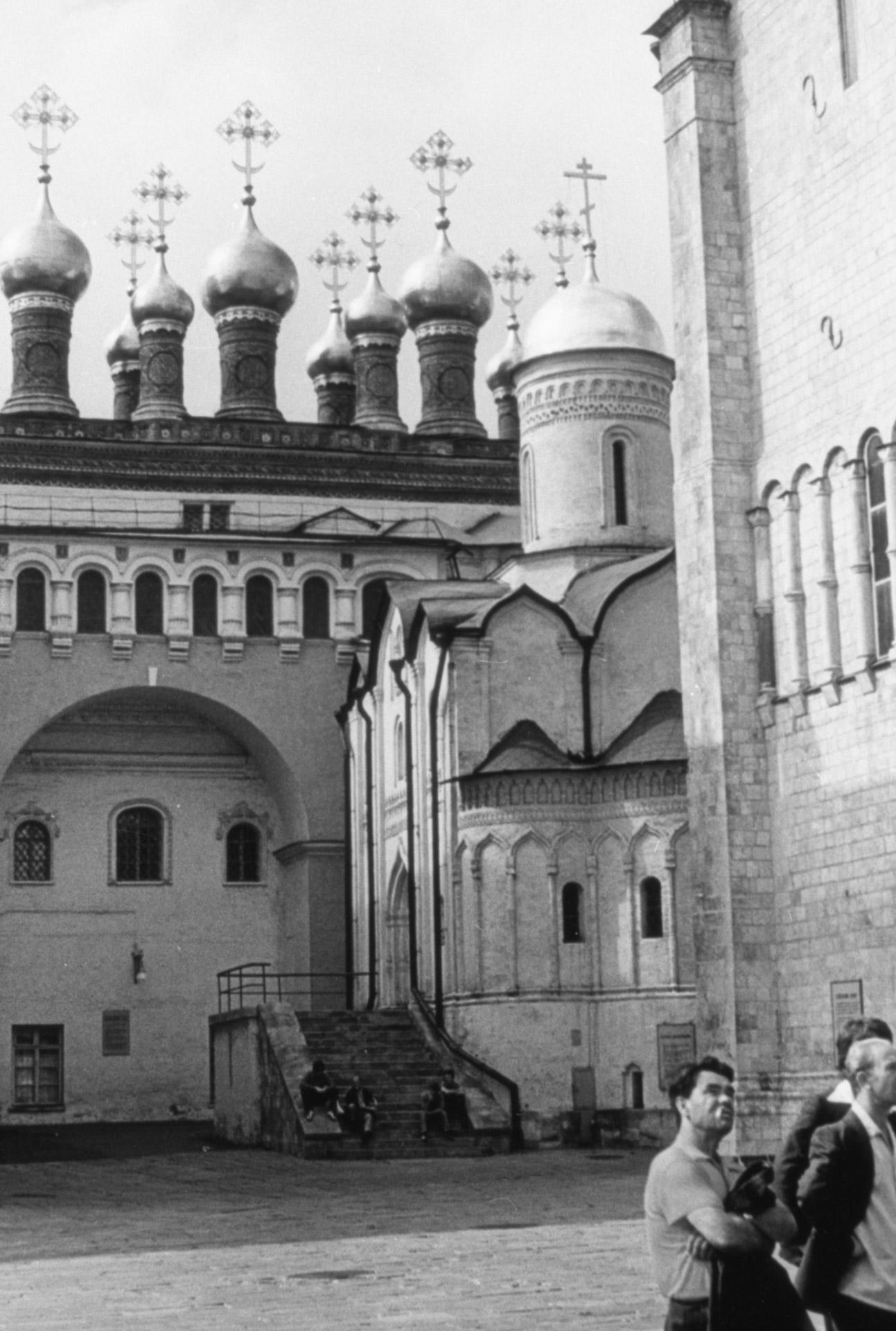
Церковь в 1979 году

### XV—XVII века
Церковь была построена в 1450 году как домовой храм московских митрополитов. Святитель Иона приказал основать церковь при его дворе в память об избавлении от нашествия Ордынского царевича Мазовши, произошедшего под Москвой 2 июля 1451 (19 июня 1451), — в день празднования Положения Ризы Богоматери.
В 1472 году храм сгорел вместе с двором. По заказу митрополита Геронтия его перестраивала в 1484—1485 годах артель псковских мастеров, возводившая Благовещенский собор. Новую одноглавую Ризоположенскую церковь освятили в августе 1486-го.
После Великого пожара 1547 года она была восстановлена митрополитом Макарием. Во второй половине XVI века северный и западный белокаменные порталы храма заменили кирпичными, подобными порталам собора Василия Блаженного. В 1589-м после учреждения на Руси патриархии храм, находившийся рядом с царским двором, стал домовой церковью русских патриархов.
Церковь пострадала в 1612 году во время оккупации Кремля польско-литовским гарнизоном под командованием Станислава Жолкевского. К 1624-му её отремонтировали, после чего устроили и освятили придел во имя святого Георгия. В том же году церковь снова пострадала от пожара и в 1627-м была восстановлена. Тогда же группа мастеров во главе с иконописцем Назарием Истоминым Савиным создала новый иконостас.
В 1644 году при патриархе Иосифе церковь перестроили: щелевидные окна давали мало света, поэтому он приказал «для свету прибавить окон, откосы и стены утёсывать, даже и у царских дверей». Стены расписали фресками, в создании которых участвовали мастера Иван Борисов, Сидор Поспеев и Семён Абрамов. Росписи изображают Христа, пророков и царей, сцены из жизни Богоматери. Иосиф также подарил храму два подсвечника.
После строительства нового Патриаршего дворца и церкви Двенадцати апостолов в 1635—1636 годах Ризоположенскую передали государю, соединив с Теремным дворцом лестницей. Митрополиты и патриархи проходили в церковь со своего двора через северную паперть. Во второй половине XVII века западную и северную паперти преобразовали в закрытые галереи и устроили в них часовню Печерской иконы Божией Матери, в которой находилась одноимённая икона. На миниатюре 1673-го церковь изображена с луковичной главой и четырёхскатной кровлей. Несколько позже с южной стороны устроили ведущую к часовне лестницу, сгоревшую в пожаре 1682 года вместе с кровлей и иконным киотом.

### XVIII—XXI века

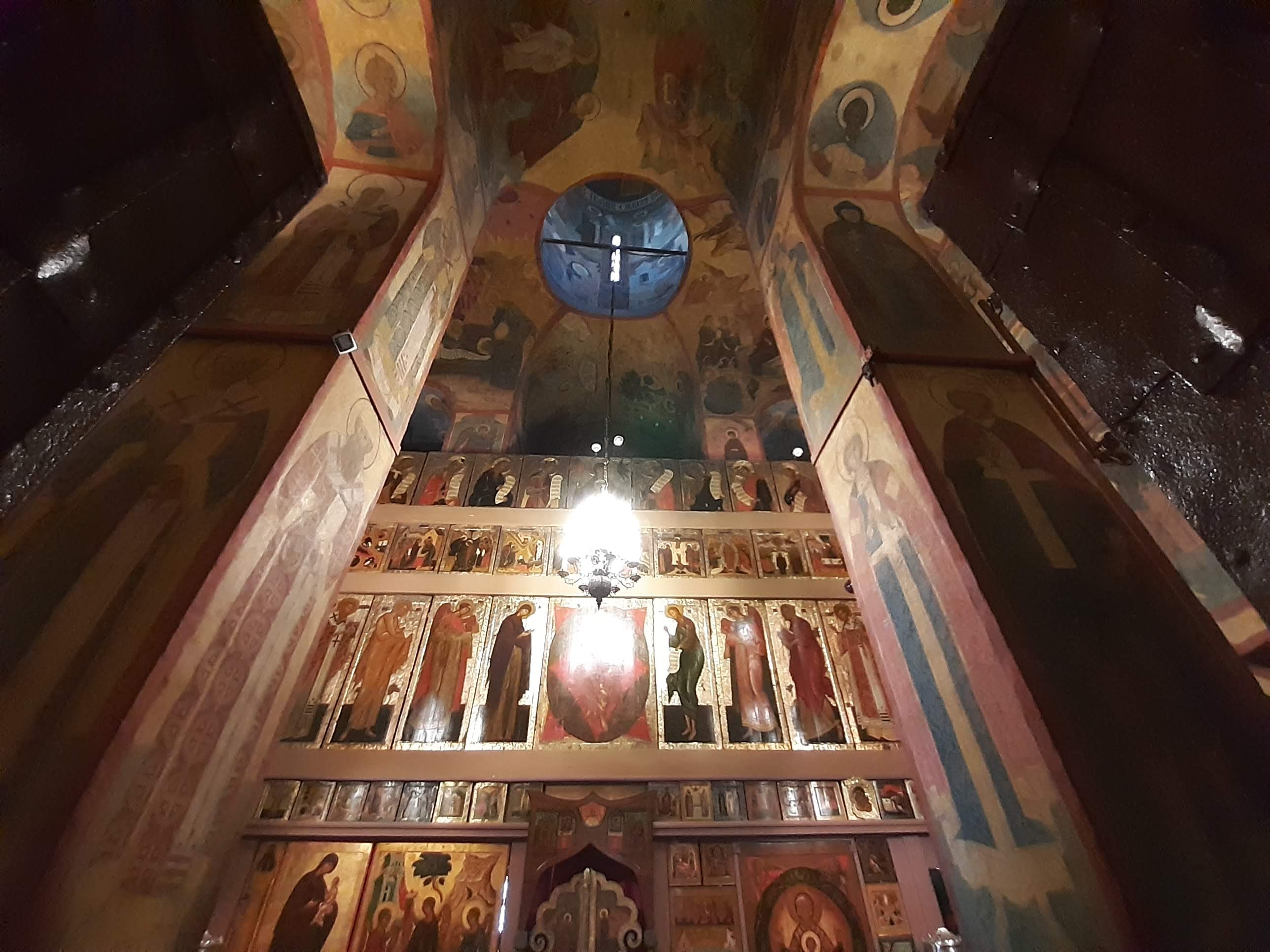

К 1722 году церковь обветшала, сквозь крышу текла вода — к 1730-му от сырости стали осыпаться фрески. Средств не выделяли ни на починку, ни на дрова для отопления храма.
Во время Троицкого пожара 1737 года храм сильно пострадал: сгорела кровля, чудотворный образ обгорел. В том же году для иконы был сделан железный киот, а над церковными сводами возвели ещё один сомкнутый свод толщиной в кирпич. В следующем году для безопасности церковь и находившуюся при ней столовую палатку вместо тёса покрыли железом, сохранив прежнюю расцветку — зелёная глава, красная крыша. Работы проходили под руководством архитектора Ивана Мичурина.
В 1812 году во время оккупации Москвы церковь была разграблена и осквернена: вынесли утварь, иконы, ограбили оклады. Её вновь освятили в 1813-м. Последующий серьёзный ремонт, включавший починку кровли, замену полов и дверных полотен, роспись коридора и паперти, производились в связи с постройкой Большого Кремлёвского дворца в 1838—1849 годах. В 1855-м восстановили прежнюю роспись стен, а в следующем году обновлённый храм освятили. В XIX веке к западной стене пристроили часовню Богоматери Печёрской, разобранную при реставрационных работах в XX веке.
К началу XX века богослужения в церкви совершали два раза в год: 4 мая (21 апреля) — в день Печерской Богоматери и 2 июля (19 июня) — в храмовый праздник.
Церковь пострадала во время обстрела Кремля в 1917 году. Через год её, как и другие кремлёвские храмы, закрыли. В 1918-м был создан комитет по сохранению и раскрытию памятников древней живописи, возглавляемый Игорем Грабарём. Благодаря ему в соборах Кремля начала работу реставрационная группа под руководством отдела по делам музеев при Наркомпросе. В 1920—1922 годах под руководством Ивана Рыльского была разобрана крытая лестница от южного крыльца к Печерской часовне, восстановлен белокаменный портал и растёсанные окна. Северный и западный входы в 1932-м возобновлял Дмитрий Сухов. В результате реставрационных работ во главе со Львом Аркадьевичем Петровым, начатых в 1950-х годах, удалось вернуть храму облик XVII века, убрав поздние наслоения в живописи, выполненные в XIX столетии, восстановив древнюю форму иконостаса. В 1965-м в церкви открыли музей. Около 1980 года позолотили главу.
В начале 1990-х годов храм передали Русской православной церкви, и в 1993-м возобновили богослужения по престольным праздникам.
По состоянию на 2018 год северная галерея церкви используется как выставочное пространство, где представлены деревянная скульптура XV—XIX веков из Москвы, Новгорода, Ростова и монастырей Русского Севера, образцы церковного искусства: лики святых, иконы, кресты и другие рельефы. Всего в коллекции около 80 экспонатов.

## Архитектура

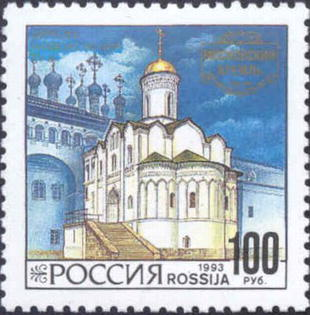
Почтовая марка России из серии «Архитектура Московского Кремля». На марке изображена церковь Ризоположения. Художник — М. Слонов. Номер по каталогу ЦФА — 122. Тираж — 1,8 млн экз.

К XX веку церковь Ризоположения претерпела множество перестроек и свой нынешний вид обрела в результате длительных реставрационных работ.
Четырёхстолпный, одноглавый трёхапсидный храм стоит на высоком подклете. Стены имеют килевидные завершения, алтарные выступы украшает аркатурный пояс. Апсиды понижены — их карниз находится в одном уровне с декоративным поясом основного объёма; этот приём является характерной чертой псковской архитектурной школы. Колонны, вертикально разделяющие фасад, арки на апсидах, порталы и фронтоны, шлемовидный золочённый купол придают облику церкви лёгкость. Над фризом расположены окна в строгих наличниках. Переход к световому барабану решён без парусов — место пересечения центральных коробовых сводов прорезано цилиндрическим барабаном световой главы. Барабан помещён на восьмигранный постамент, что соответствует псковской традиции. Снаружи стены членятся на прясла лопатками. Центральное прясло и венчающая его закомара значительно шире и выше боковых. С южной стороны сохранился перспективный портал с колонками, имеющими расширения — дыньки, и сноповидные капители, к которому ведёт высокое крыльцо. С трёх сторон церковь украшена фризом из терракотовых балясин и орнаментальных плит. Этот элемент декора похож на использованный при украшении апсид Благовещенского собора и Духовской церкви Троице-Сергиевой лавры. Апсиды, помимо аналогичного основному объёму фриза, украшены ещё декоративными полуколонками со сноповидными капителями, на которые опираются килевидные арочки. На центральных закомарах северного, западного и южного фасадов устроены неглубокие ниши-киоты; они образованы полуколонками с килевидными арками, при этом боковые «створки» арок перекрывают половинки архивольтов.
Интерьер церкви отличается стилистическим единством: иконостас, роспись стен и убранство относятся к одному историческому периоду — первой половине XVII века.
Стены украшены фресками, выполненными в 1644 году царскими иконописцами Иваном Борисовым, Сидором Поспеевым и Семёном Абрамовым. Бо́льшую часть росписи составляют композиции на тему праздника Похвалы Пресвятой Богородице. Живопись двух верхних ярусов посвящена житию Богоматери, двух нижних — Акафисту Богородице. Храмовый образ «Положение ризы Божией Матери» выполнил Назарий Истомин. На южном столбе представлены русские князья (Борис и Глеб, Андрей Боголюбский, Александр Невский и Даниил Александрович), а на северном — восемь московских митрополитов. В храме сохранилось паникадило XVII века.

### Иконостас
Большинство икон иконостаса были выполнены в 1627 году артелью мастеров под руководством Назария Истомина. Царские врата первоначально находились в соборе Спаса на Бору. После его демонтажа в 1932-м врата перенесли в храм Ризоположения. Справа от них находится храмовая икона «Положение ризы и пояса Богоматери», рядом с ней образ «Тихвинская Богоматерь». В центре деисусного ряда изображён «Спас на престоле», слева — Богоматерь, справа — Иоанн Предтеча, архангелы Михаил и Гавриил, апостолы Пётр и Павел, Василий Великий и Иоанн Златоуст, митрополиты Пётр и Иона. Выше изображены двенадцать основных церковных праздников, ещё выше — пророческий ряд. Над местным рядом расположены иконы-пядницы XVI—XVII веков. У иконостаса сохранились свечи XVII века, называемые «тощими»; это расписанные цветными красками деревянные подсвечники цилиндрической формы.

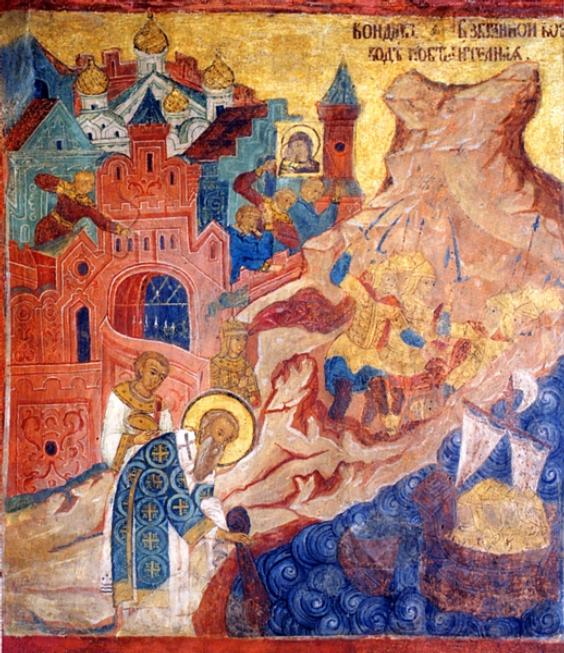
Чудесное спасение Константинополя при помощи ризы Богоматери, 1644 год
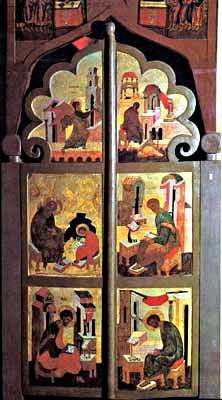
Царские врата, 1627 год
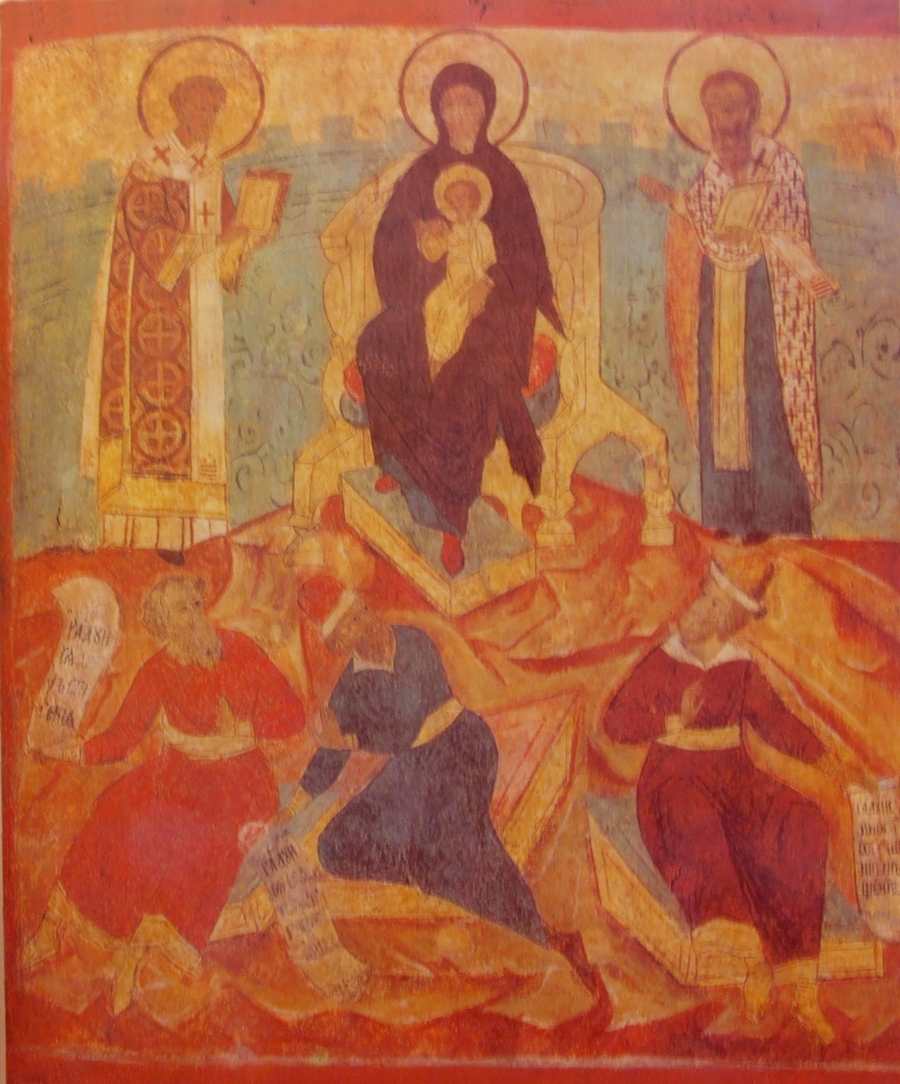
Акафист Богоматери, деталь фрески 1644 года

## Примечание
1. 1 2 3 4  Искусство и история, 2006.
2. 1 2  Бартенев, 1916, с. 103—105.
3. 1 2  Указатель, 1916, с. 23—24.
4. ↑  Красная площадь, 2010, с. 128.
5. ↑  Извеков, 1912, с. 7.
6. ↑  Саликова, 1972, с. 37.
7. ↑  Извеков, 1912, с. 8.
8. ↑  Паламарчук, 1992, с. 67—69.
9. 1 2 3 4  Романюк, 2013.
10. 1 2 3 4 5 6 7  Вострышев, 2012.
11. 1 2  Кремлёвская Ризоположенская церковь. Православие.ru (15 июля 2006). Дата обращения: 25 октября 2018. Архивировано 16 ноября 2018 года.
12. 1 2  Извеков, 1912, с. 9.
13. ↑  Извеков, 1912, с. 10—11.
14. ↑  Извеков, 1912, с. 11—12.
15. 1 2 3 4  Памятники архитектуры, 1983, с. 320.
16. ↑  Церковь Ризоположения: сокровище Московского Кремля. Татьянин день (15 июля 2012). Дата обращения: 25 октября 2018. Архивировано 11 октября 2018 года.
17. ↑  Извеков, 1912, с. 13—19.
18. ↑  Гончарова, 1960, с. 45—52.
19. 1 2 3  Московский Кремль: церковь Положения ризы Пресвятой Богородицы во Влахерне. Patriarchia.ru. Дата обращения: 25 октября 2018.
20. ↑  Костина, 1993, с. 138.
21. 1 2 3 4  Ильин, Моисеева, 1979, с. 424-425.
22. ↑  Саликова, 1972, с. 36.
23. ↑  Ильин, Моисеева, 1979, с. 425.
24. ↑  Саликова, 1972, с. 40—43.
25. ↑  Путеводитель, 2010, с. 47—48.
26. ↑  Саликова, 1972, с. 46—47.